# Kreyson
Kreyson je česká hudební skupina, založená v roce 1989. V roce 1990 natočila ve studiu v Hannoveru s producentem Janem Němcem debutové album Anděl na útěku. V hitparádách uspěl především hit „Vzdálená“. Za 150 tisíc prodaných desek Anděl na útěku dostal Kreyson zlatou desku, další za album Návrat krále.

## Diskografie
- Anděl na útěku (1990) – Angel on the Run (1991 – Německo, 1993 – Japonsko, 2011 – Švédsko)
- Křižáci (1992) – Crusaders (1993 – Německo, 1993 – Japonsko, 2011 – Švédsko)
- Elixír života (1993)
- Zákon džungle (1995)
- The best of (1996)
- Kreyson – Třinec live (2007)
- 20 years of Kreyson (2009 – USA)
- Návrat krále (2013)

## Členové

### Současní členové
- Ladislav Křížek – zpěv (1989 – dosud)
- Michal Kůs – kytara (2016 – dosud)
- Tomáš Krauz - kytara (2022 - dosud)
- Zdenek Pradlovský – bicí (2007 – 2012, 2023 – dosud)
- Václav Barták - baskytara (2019 - dosud)
- Jaroslav Bartoň – kytara (1989 – 2009, host: 2025)

### Dřívější členové
- Martin Sem - bicí (2019 - 2022)
- Jiří Rain  – baskytara (2016-2019)
- Mike Terrana - bicí (2016 – 2019)
- Roland Grapow - kytara (2016 – 2019)
- Jaroslav Bartoň – kytara (1989 – 2009)
- Daniel Krob – kytara, vokály (1989 – 1992)
- Karel Adam – baskytara (1989 – 1993)
- Robert Vondrovic – bicí (1989 – 1991)
- Daniel Hafstein – bicí (1991 – 1993)
- Libor Matejčík – kytara (1992 – 1993)
- Petr Henych – kytara (1992 – 1995)

- Radek Reddy Kroc – kytara (2007 – 2016)
- Honza Kirk Běhunek – kytara (2007 – 2008)
- Luděk Adámek – baskytara (1993; 2007 – 2016)

- Peter Boška – kytara (2008 – 2016)
- Michal Daněk – bicí (2012 – 2016)
- Daniel Šůra – bicí (1993 – 1995)
- Vítek Fiala – baskytara (1995)
- Karel Schurrer – bicí (1995)